# Ventalló
Ventalló – gmina w Hiszpanii, w prowincji Girona, w Katalonii, o powierzchni 25,61 km². W 2011 roku gmina liczyła 816 mieszkańców.